# Santiago (Tavira)
Santiago (llamada oficialmente Tavira (Santiago)) era una freguesia portuguesa del municipio de Tavira, distrito de Faro.

## Historia
Fue suprimida el 28 de enero de 2013, en aplicación de una resolución de la Asamblea de la República portuguesa promulgada el 16 de enero de 2013 al unirse con la freguesia de Santa Maria, formando la nueva freguesia de Tavira (Santa Maria e Santiago).

## Patrimonio
- Castillo de Tavira (murallas)
- Capilla de San Sebastián
- Iglesia de San José
- Ermita de Nuestra Señora de las Angustias o Ermita del Señor del Calvario
- Capilla de Nuestra Señora de la Consolación
- Cuartel de la "Atalaia"
- Ermita de San Roque
- Convento de las Bernardas o Convento de San Bernardo
- Casas de la Familia "Guerreiro" (por Raúl Lino)
- Edificio en la Calle Dr. Miguel Bombarda, nºs 47, 49 e 51